# Mita Tova
Mita Tova (Hebreeuws: מיתה טובה, Engels: The Farewell Party) is een Israëlische tragikomediefilm uit 2014. De film gaat over een bejaarde man die een apparaat bouwt voor vrijwillig levenseinde. Mita Tova werd genomineerd voor de Ophir filmprijs.
Mita Tova werd vertoond op het Filmfestival van Venetië, het Internationaal filmfestival van Toronto en het International Film Festival Rotterdam.

## Synopsis
De bejaarde Yehezkel bezoekt zijn terminaal zieke vriend Max. Max vraagt hem om hulp bij euthanasie. Yehezkel bouwt voor hem een apparaat waarmee Max zichzelf kan doden. Hierna verspreidt het gerucht zich over het bestaan van de machine en vragen meer mensen hem om hulp.